# Tríada de Osorkon II

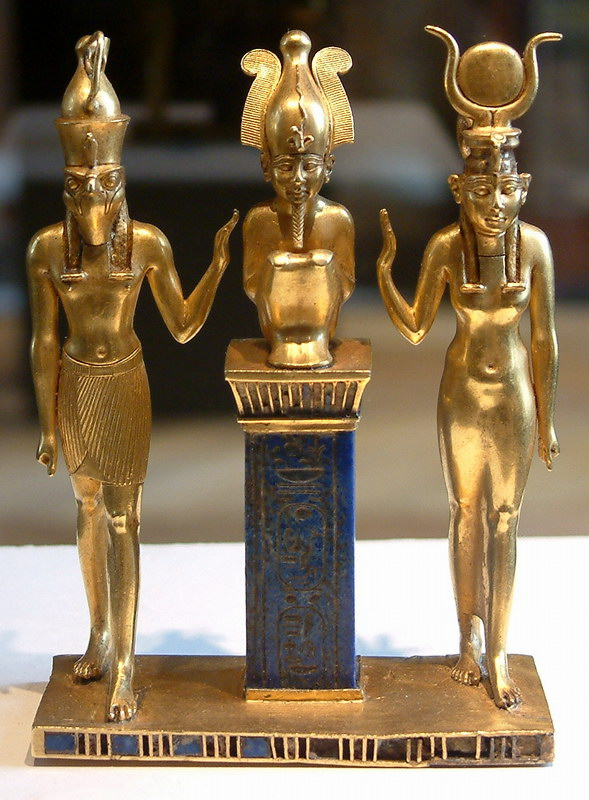
Tríada de Osorkon II, dioses representados: Horus, Osiris e Isis. Louvre.

La tríada de Osorkon II es una joya elaborada por los orfebres egipcios en la Dinastía XXII que transcurrió de c. 945 a 715 a. C., en el tercer periodo intermedio de Egipto y que fue una de las dos dinastías de origen libio junto con la dinastía XXIII.

## Historia
Las tres figuras de la pieza representan a los dioses de la mitología egipcia: Osiris (dios de la resurrección), Isis (Diosa de la maternidad y del nacimiento), y Horus ("el elevado", Dios celeste), llamada tríada osiríaca.
La joya tiene grabado el nombre de Usermaatra Setepenamón Osorkon, u Osorkon II, faraón de la dinastía XXII de Egipto; reinó de 874 a 850 a. C. (Cronología según Grimal, Arnold y Shaw), durante el Tercer periodo intermedio de Egipto. 

## Conservación
- La figura se exhibe de forma permanente en el Museo del Louvre, (París), después de ser adquirida en 1872.

## Características
- Estilo: Egipcio.
- Material: oro, Lapislázuli y cristal rojo.
- Altura: 9 centímetros
- Anchura: 6 centímetros